# ازدیاد جمعیت انسان

نمودار جمعیت انسانی از ۱۰۰۰۰ سال پیش از میلاد تا سال ۲۰۰۰ د. م. این نمودار افزایش شدید جمعیت در جهان بعد از قرن هجدهم را نشان می‌دهد.

نقشه تراکم جمعیت کشورها در هر کیلومتر مربع (به فهرست کشورهایی با تراکم جمعیت نگاه کنید)

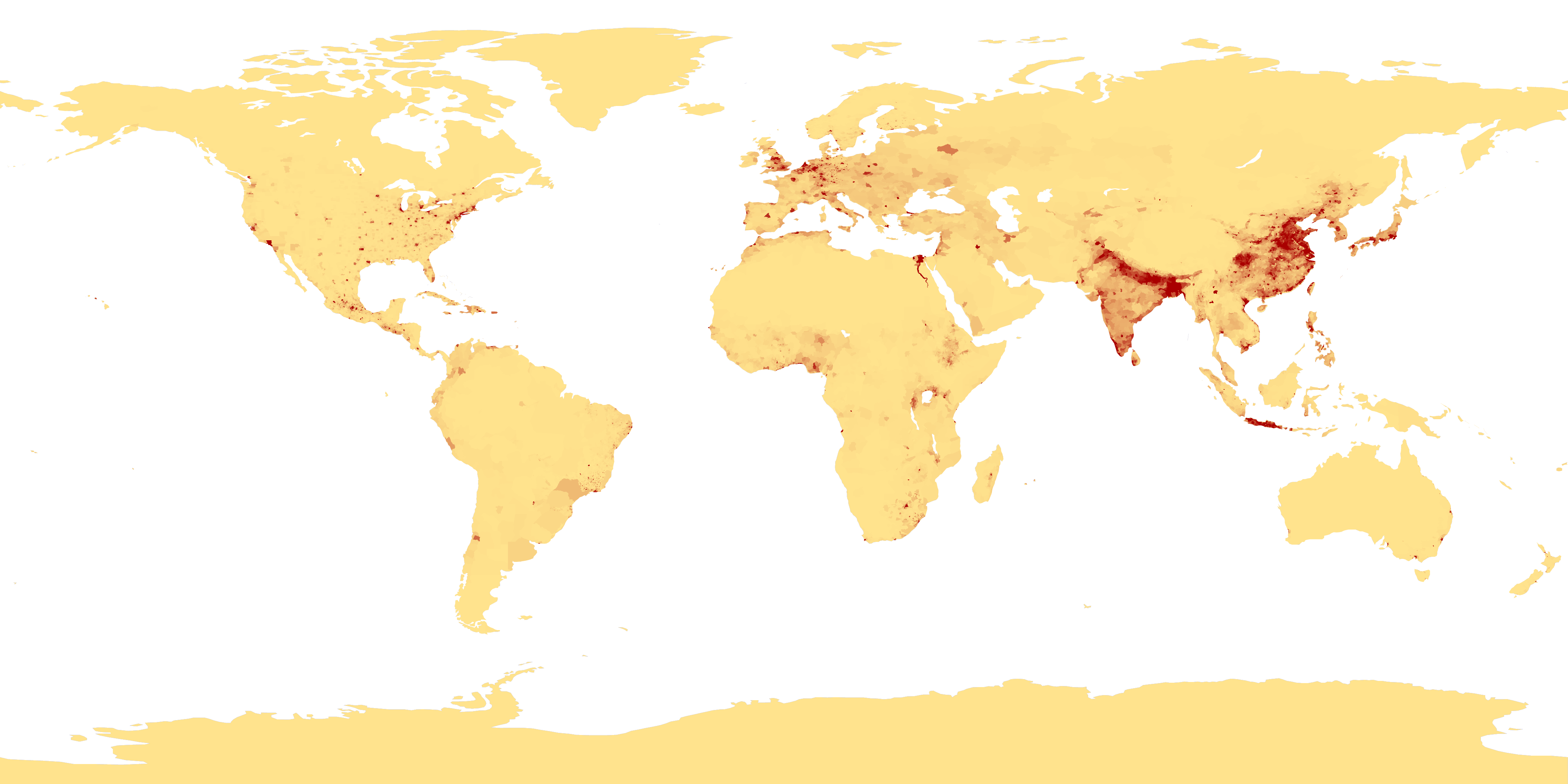
مناطق با تراکم جمعیت بالا محاسبه شده در سال ۱۹۹۴

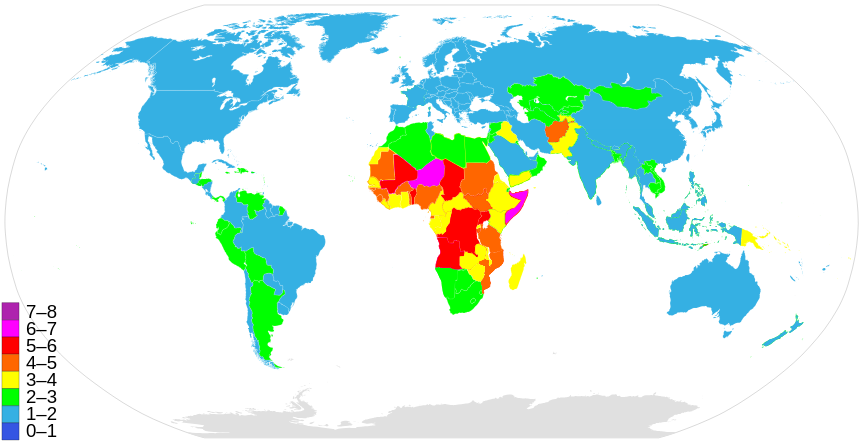
نقشهٔ نرخ‌باروری کشورها و مناطق جهان

نرخ رشد جمعیت در درصد، با احتساب تولد، مرگ و مهاجرت

ازدیاد جمعیت انسان زمانی رخ می‌دهد که تعداد جمعیت انسانی در یک گروه از ظرفیت مکان اشغال شده توسط آن گروه بیشتر شود. ازدیاد جمعیت می‌تواند به صورت بلندمدت هم در نظر گرفته شود؛ زمانی که جمعیت به دلیل تخریب و استفاده از منابع تجدیدناپذیر نمی‌تواند منابع خود را تأمین کند و محیط زیست طبیعی توانایی پشتیبانی از جمعیت را ندارد.